# AMC (España)
AMC es un canal de televisión por suscripción español de origen estadounidense. Es propiedad de AMC Networks International Southern Europe. Comenzó sus emisiones el 4 de noviembre de 2014 a las 16:15 horas.
El canal tiene una programación basada en el cine y en algunas de las series de AMC en Estados Unidos.
Además, desde su lanzamiento en España, el canal también cuenta con una señal en alta definición.

## Series en emisión
- Breaking Bad
- Fear the Walking Dead
- Game of Arms
- Halt and Catch Fire
- Into the Badlands
- The Divide
- TURN: Espías de Washington
- The Umbrella Academy
- Élite (serie de televisión)
- The Walking Dead